# Aziz Ouattara Mohammed
Aziz Ouattara Mohammed (Abidjan, 4 januari 2001) is een Ivoriaans voetballer die sinds januari 2022 uitkomt voor KRC Genk. Hij kan zowel uitgespeeld worden als verdedigende middenvelder als op de positie van centrale verdediger.

## Clubcarrière
Ouattara werd geboren in Abobo, een buitenwijk in het noorden van Abidjan. Een scout van ASEC Mimosas ontdekte hem in een lokale competitie bij de U16. Een paar jaar later werd hij op een prestigieus internationaal toernooi voor U18 opgemerkt door een scout van Hammarby IF. In mei 2019 maakte hij, samen met ploegmaat Bayéré Junior Loué, de overstap van ASEC Mimosas naar de Zweedse eersteklasser. De club haalde hen eerst op huurbasis binnen en legde hen in december 2019 definitief vast.
In 2020 werd hij, samen met Loué, verhuurd aan de Zweedse derdeklasser IK Frej, een satellietclub van Hammarby. Op 10 april 2021 maakte Ouattara zijn officiële debuut in het eerste elftal van Hammarby: op de eerste competitiespeeldag kreeg hij een basisplaats tegen Malmö FF. De Ivoriaan speelde in zijn debuutseizoen 24 van de 30 competitiewedstrijden, dat dat seizoen vijfde eindigde in de Allsvenskan. Ouattara won dat jaar met Hammarby ook de Zweedse voetbalbeker. In de halve finale tegen Djurgårdens IF scoorde hij het enige doelpunt van de wedstrijd.
Ouattara ondertekende in januari 2022 een contract tot medio 2026 bij de Belgische eersteklasser KRC Genk. Hij werd de derde speler die de rechtstreekse overstap maakte van Hammarby naar Genk, na Joseph Aidoo (2017) en Neto Borges (2019). Kort na zijn transfer testte Ouattara positief op COVID-19. Hij maakte zijn debuut voor Genk op 6 februari 2022 in een 2-0 overwinning tegen Zulte Waregem, waarbij hij na 75 minuten inviel voor Paul Onuachu. Twee maanden later gaf Bernd Storck Ouattara zijn eerste basisplaats in de competitie in de uitwedstrijd tegen Club Brugge op 20 maart 2022, een wedstrijd die Genk met 3-1 verloor. Hij bleef daarna tot het einde van het seizoen 2022/23 in de basis staan, goed voor negen opeenvolgende basisplaatsen.
Hierna kende Ouattara twee moeilijke seizoenen bij Genk, waarin hij weinig speelminuten kreeg en geplaagd werd door meerdere blessures. In december 2023 liep hij een scheur in de adductoren op, waardoor hij de rest van het seizoen 2023/24 aan de kant moest blijven.
Op 23 juli 2024 kondigde KV Mechelen aan dat het Ouattara voor een jaar zou huren, met een aankoopoptie. Ouattara kreeg onverwacht veel speeltijd in de eerste helft van het seizoen, doordat vaste starter Mory Konaté geblesseerd was.

## Statistieken
| Seizoen | Club          | Land            | Competitie      | Competitie | Competitie | Beker | Beker | Internationaal | Internationaal | Totaal | Totaal |
| Seizoen | Club          | Land            | Competitie      | Wed.       | Dlp.       | Wed.  | Dlp.  | Wed.           | Dlp.           | Wed.   | Dlp.   |
| ------- | ------------- | --------------- | --------------- | ---------- | ---------- | ----- | ----- | -------------- | -------------- | ------ | ------ |
| 2020    | → IK Frej     | Vlag van Zweden | Division 1      | 26         | 2          | 0     | 0     | —              | —              | 26     | 2      |
| 2021    | Hammarby IF   | Vlag van Zweden | Allsvenskan     | 24         | 2          | 3     | 1     | 4              | 1              | 31     | 4      |
| 2021/22 | KRC Genk      | Vlag van België | Eerste klasse A | 14         | 0          | 0     | 0     | —              | —              | 14     | 0      |
| 2022/23 | KRC Genk      | Vlag van België | Eerste klasse A | 18         | 2          | 1     | 0     | —              | —              | 19     | 2      |
| 2023/24 | KRC Genk      | Vlag van België | Eerste klasse A | 8          | 0          | 2     | 1     | 5              | 0              | 15     | 1      |
| 2024/25 | → KV Mechelen | Vlag van België | Eerste klasse A | 26         | 0          | 2     | 0     | 0              | 0              | 28     | 0      |
| Totaal  | Totaal        | Totaal          | Totaal          | 116        | 6          | 8     | 2     | 9              | 1              | 133    | 9      |

## Erelijst
| Zweedse voetbalbeker | 1x | 2020/21 |